# 莫尔基
莫尔基（羅馬化：Morki）是俄罗斯马里埃尔共和国的市级镇、莫尔基区行政中心，地处马里埃尔共和国东南部，在共和国首府约什卡尔奥拉东南方。一条小河莫良卡河（Морянка）穿过该镇。
该地2021年人口有9,002人；2010年人口9,914；2002年人口9,686；1989年人口9,612。